# Bucèfal
Bucèfal (en grec antic, Βουκέφαλος, de βούς, "bou" i κεφαλή, "cap", o sigui "cap de bou") fou el nom del cavall d'Alexandre el Gran, que aquest estimava molt. El va domar quan Alexandre era molt jove i el va acompanyar sempre. El cavall va morir de vellesa o d'una ferida rebuda a la batalla de l'Hidaspes el 326 aC. En memòria seva Alexandre va fundar una ciutat que es va dir Bucèfala.
Segons la tradició àrab Bucèfal és de la nissaga de les egües de Diomedes. Segons Plutarc (Vida d'Alexandre, VI), un mercader tessali l'ofereix a Filip II de Macedònia, però el cavall és tan esquiu que Filip es nega a comprar-lo. Quan ordena que se'n tornin el cavall, Alexandre, fill de Filip, mostra el seu desgrat, i son pare tanca la compra, amb la condició que Alexandre domi la bèstia i, si no ho aconsegueix, que ell mateix pagui la compra –-per la considerable suma de 13 talents, o 78 000 dracmes. Alexandre va observar que el cavall tenia por de la seva ombra i va aconseguir domar-lo fent-lo girar de cara al sol. Després d'això, Bucèfal estigué disposat a ser muntat per Alexandre. Plutarc dona a aquesta anècdota un sentit profètic. En efecte, veient l'èxit del seu fill, Filip hauria dit:
"Fill meu, cerca't un regne a la teva mida. Macedònia no és prou gran per a tu."
Des de llavors, Alexandre i Bucèfal fan equip. En esdevenir rei, és damunt Bucèfal que Alexandre dirigeix la cavalleria macedònia, en totes les batalles que el menaren de Grècia a l'Índia.
També d'acord amb Plutarc, Bucèfal va morir de les seves ferides rebudes en la batalla de l'Hidaspes el 326 aC. També cita un autor antic que afirma, tanmateix, que Bucèfal va morir de vellesa a l'edat de 30 anys. Alexandre el va convertir llavors en déu, i va fundar damunt la seva tomba la ciutat de Bucefàlia (que es creu que correspon a l'actual Jhelum, al Pakistan). Veiem en algunes monedes dels successors d'Alexandre el déu Bucèfal com un cavall amb banyes (les banyes eren símbol de divinitat a l'antic Pròxim Orient).